# 19452 Keeney
19452 Keeney è un asteroide della fascia principale. Scoperto nel 1998, presenta un'orbita caratterizzata da un semiasse maggiore pari a 2,2650573 au e da un'eccentricità di 0,0513905, inclinata di 5,85811° rispetto all'eclittica.
L'asteroide è dedicato alla studentessa statunitense Chelsea Ray Keeney.